# BVmot

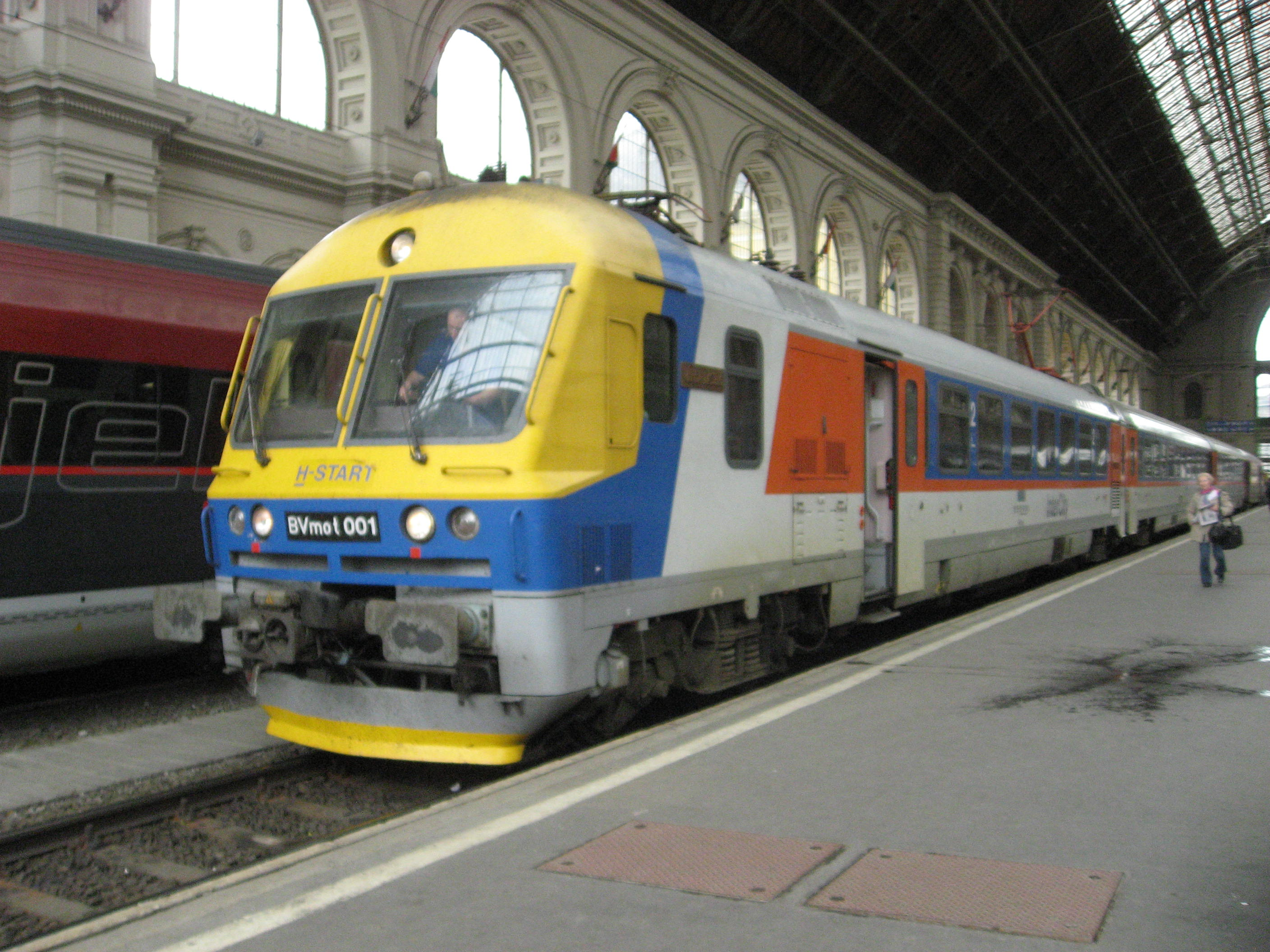
BVmot Budapest-Keleti pályaudvaron

A MÁV-START 434 sorozat, (korábban: MÁV BVmot) egy belföldi nagyvárosok közötti InterCity közlekedésre szánt zárt villamos motorvonat. Beceneve: "Samu"

## Története
1994-ben a hajdani Ganz-MÁVAG két utódvállalata, a Ganz Hunslet és a Ganz Ansaldo az ABB gyár elektronikájával három darab motorvonatot épített. Ezek azóta rendszeresen közlekednek is. A motorkocsiból (BVmot 434 sorozat), első osztályú kocsiból (Amxz 10-76), másodosztályú kocsiból (Bmxz 21-76) és vezérlőkocsiból (Bmxtz 80-76) álló szerelvények gyakran csatolva is közlekednek, ha erre igény van. A járművek légkondicionáltak, de bonyolult szerkezetük miatt nem túl megbízhatóak, így nem épült több belőlük, inkább normál vonatok járnak IC-nek. Az országnak már több vonalán is megfordultak, az egyik leghosszabb időszak az volt, amikor rendszeresen Szegedre közlekedtek. Az 1995/1996-os menetrendi időszakban nemzetközi viszonylatban a Keleti pályaudvar és Belgrád között Hunyadi IC -ként is közlekedett, azonban a szerelvény gyakori meghibásodása miatt segédmozdonnyal volt kénytelen közlekedni jugoszláv oldalon, ezért a Jugoslovenske Železnice egy év elteltével lemondta a járatot.
2017-ben a 434 001-es motorkocsit az Istvánteleki főműhelyben felújították, újrafestették, majd ezt követően a még futóképes két darab betét- és egy darab vezérlőkocsiból egy komplett szerelvényt állítottak össze, melynek első próbaútja 2017. október 18-án volt a 70-es vonalon. Ezt követően 2017 novemberében a szerelvény forgalomba állt, a 150-es vasútvonalon, igaz, jelenleg személyvonatként közlekedik.
2022 Április óta a Budapest-Veresegyház-Vác vasútvonalon közlekedik személyvonatként. Akkor az összeállítása így nézett ki: BVmot 434 001 + Amxz 10-76 001 + Bmxz 20-76 003 + BVmot 434-003
Esetenként a 20-76 002-es Bmxz kocsit is besorozzák a szerelvénybe, akkor az összeállítás így néz ki: BVmot 434 001+ Bmxz 20-76 002 + 10-76 001 Amxz + Bmxz 20-76 003 + BVmot 434-003
2022-2023-ban a 434-003-as motor helyett a 424-200-as BVhmot-tal közlekedett. 2023 decemberétől BVmot 434 003 + Bmxz 20-76 002 +10-76 001 Amxz + Bmxz 20-76 003 + Bmxtz 001 összeállításban közlekedik a vonalon. 
2023-ban Istvántelken főjavítást kapott a 001-es és a 002-es Bmxtz, valamint a 003-as Amxz kocsi. Jelenleg szeretnék a 2 működő BVmot-ot a 2 Bmxtz vezérlőkocsival újra összehangolni.
2024 Novemberében került sor egy 5 részes (Bmxtz 001 + Amxz 10-76 001 + Bmxz 20-76 002 + Bmxz 20-76 003 + BVmot 434-003), valamint egy 3 részes (BVmot 434-001 + Amxz 10-76 003 + Bmxtz 002) szinkronüzemi futáspróbájára Istvántelki Főműhely és Szob között a 70-es számú vasútvonalon mely hibamentesen zajlott, így 2 db szerelvény van üzemképes állapotban
A többi betétkocsi jelenleg[mikor?] Szolnokon van, főjavításra vár. A 002-es BVmot Szolnokon áll, működésképtelen állapotban. Ahhoz, hogy újra működjön új futómű, illetve még jó pár alkatrész kellene, de tervezik a felújítását Istvántelken. A 003-as vezérlőkocsi főjavításra vár. A 003-as BVmot 2022 májusában újra futópróbán vett részt a 70-es vonalon.
A szerelvényeket mozgató motorkocsik neveket kaptak: az 1-es Varga László, a 2-es Szent István, a 3-as pályaszámú pedig Deák Ferenc nevét viseli.

## Bővíthetőség
A mellékkocsik a forgalmi igényeknek megfelelően a vonatból kisorolhatók, illetve forgathatók, önálló üzemre, mozdonyvontatású vonatba sorolásra is alkalmasak. A vonat azonos, vagy – erre műszakilag megfelelő – más betétkocsikkal maximum 6 részessé bővíthető. A besorolásra szánt más pótkocsival kapcsolatos alapvető követelmény a motor és vezérlőkocsi közötti távvezérelhetőség biztosítása, azaz valamennyi, a szerelvénybe sorolt kocsi az UIC 558 szerinti 18 erű csatlásokkal, annak megfelelő átmenő kábelezéssel kell, hogy rendelkezzen, információs, adatátviteli rendszere – ha ezzel rendelkezik – a motorkocsiéval kompatibilis legyen. Képezhető mindkét végén motorkocsival üzemelő motorvonati egység is. A vonat összeállíthatósági korlátja az, hogy a motoregység csak 5 kocsi fűtésére alkalmas.

## Alkalmazás
A BVmot motorvonatok eleinte Budapest-Szeged között üzemeltek menetrend szerint IC-forgalomban, később innen kikerülve Egerbe és nyáron Keszthelyre, rövid ideig Nyíregyházára közlekedtek. Az elmúlt években Budapest-Dombóvár-Kaposvár-Nagykanizsa útvonalon találkozhattunk velük, hétközben egy egységgel, hétvégén kettesével vagy hármasával csatolva, IC828/IC829 (Somogy-IC) vonatokként. 2007. decemberétől a Budapest és Miskolc közötti IC-forgalomba kerültek, az első évben egy hegyeshalmi fordulóval kiegészítve, 2009-ben pedig egy évre újra a Somogy-IC néven járt a kaposvári vonalon. A 2010. decemberi menetrendváltáskor Keleti pályaudvar és Nyugati pályaudvar között kör-IC járatokon közlekedtek a motorvonatok naponta kétszer (IC567/IC653). Ezekután a 150-es vonalon teljesített szolgálatot, kisebb-nagyobb szünetekkel. A 150-es vasútvonal teljes kizárásáig közlekedett, mint Kelebiai, S250 (Kelebia-Kiskunhalas), S25 személy (Budapest-Keleti-Kunszentmiklós-Tass) valamint az utolsó időben G25-ös gyorsított személyvonatként is közlekedett. 2022 Áprilisától a Budapest-Veresegyház-Vác vasútvonalon közlekedik, S71-es személyként a hétköznapokon. Továbbá a retró hétvégék folyamatos látogatója, így volt már Pécsi IC, Zala IC, Aranyhíd Expressz és Tihany IC is. 2025 nyarára a MÁV Személyszállítási Zrt. egy G10-es gyorsított személyvonatként tervezi kiadni.
A sorozatos műszaki problémák miatt gyakran látni az előírt fordulóban a motorvonat helyett V43-as sorozatot, időnként a motorvonat betétkocsijait, máskor hagyományos IC-kocsikat vontatva. A motorkocsi a 424 sorozat (BVhmot) motorkocsijával is helyettesíthető, de a korábbi évek ezen gyakorlata nehézségekbe ütközhet.

## A járművek aktuális állapota 2025 első felében
| Jármű megnevezése | Üzemképesség | Legutolsó fővizsga | Fővizsga lejárta | Jelenlegi alkalmazása                 |
| ----------------- | ------------ | ------------------ | ---------------- | ------------------------------------- |
| BVmot 434-001     | Üzemképes    | 2021.11.21.        | 2026.11.21.      | Jelenleg nincs használatban           |
| BVmot 434-002     | Üzemképtelen | 2007.06.07.        | 2017.12.13.      | Fenntartásból kivonva: 2014.01.01.    |
| BVmot 434-003     | Üzemképes    | 2020.11.21.        | 2025.11.21.      | Az 5 részes motorvonat része          |
|                   |              |                    |                  |                                       |
| Amxz 10-76 001    | Üzemképes    | 2020.02.19.        | 2026.02.19.      | Az 5 részes motorvonat része          |
| Amxz 10-76 002    | Üzemképtelen |                    | 2011.06.21.      | Sejeltezésre vár                      |
| Amxz 10-76 003    | Üzemképes    | 2024.03.21.        | 2030.03.21.      | A 3 részes motorvonat része           |
|                   |              |                    |                  |                                       |
| Bmxz 20-76 001    | Üzemképtelen | ?                  | 2011.06.21.      | Selejtezésre vár                      |
| Bmxz 20-76 002    | Üzemképes    | 2021.05.17.        | 2027.05.17.      | Az 5 részes motorvonat része          |
| Bmxz 20-76 003    | Üzemképes    | 2020.02.19.        | 2026.02.19.      | Az 5 részes motorvonat része          |
|                   |              |                    |                  |                                       |
| Bmxtz 001         | Üzemképes    | 2023.12.01.        | 2029.12.01.      | Az 5 részes motorvonat része          |
| Bmxtz 002         | Üzemképes    | 2023.07.13.        | 2030.11.21.      | A 3 részes motorvonat része           |
| Bmxtz 003         | Üzemképtelen | ?                  | 2011.06.21.      | Szolnokon áll üzemképtelen állapotban |